# Straßenbahn-Bau- und Betriebsordnung
Die Verordnung über den Bau und Betrieb der Straßenbahnen, kurz auch Straßenbahn-Bau- und Betriebsordnung oder Straßenbahnbetriebsordnung, abgekürzt BOStrab oder StrabBO, regelt in der Bundesrepublik Deutschland den Bau und Betrieb von Straßenbahnen sowie weiteren ober- und unterirdischen Bahnen, die nicht von der Eisenbahn-Bau- und Betriebsordnung gedeckt werden. Rechtsgrundlage für die Verordnung ist § 57 Personenbeförderungsgesetz (PBefG).

## Geschichte
Im März 1892 wurde ein erster Gesetzentwurf für Bahnen unterster Ordnung vorgelegt. Da eine Einigung der Bundesstaaten im damaligen Deutschen Reich nicht zustande kam, erließ Preußen für sich am 28. Juli 1892 das Gesetz über Kleinbahnen und Privatanschlussbahnen und die zugehörigen Ausführungsbestimmungen folgten am 22. August 1892, im November 1892 und im April 1893. Das wurde zwar Vorbild für alle anderen deutschen Staaten, jedoch ermöglichte es jede nur denkbare technische Ausführung, da das Gesetz wohl bewusst nicht präzise ausgeführt wurde.
In enger Abstimmung mit dem 1895 gegründeten Verein Deutscher Straßenbahn- und Kleinbahnverwaltungen wurde eine Kategorisierung versucht, die im August 1898 in Kraft trat und die Kleinbahnen in
- Kleinbahnen mit Maschinenbetrieb
- Straßenbahnen und diesen ähnlichen Kleinbahnen
- nebenbahnähnliche Kleinbahnen

unterteilt. Dies ermöglichte zahlreiche Unter- und Mischvarianten, bei denen die Betreiber lediglich zu entscheiden hatten, ob sie als Straßenbahn oder als Eisenbahn zu gelten hatten.
Weitere Ausführungsvorschriften, wie die Bau- und Betriebsvorschriften für Straßenbahnen mit Maschinenbetrieb vom 26. September 1906 (mit dem uneingeschränkten Vorfahrtsrecht der Schienenfahrzeuge, was 1938 wieder abgeschafft wurde und danach nur in der DDR von 1977 bis 1990 bestand) sowie Ausführungsbestimmungen von Januar 1914 für nebenbahnähnliche Kleinbahnen waren, basierend auf dem Kleinbahngesetz von 1892, zwar preußische Vorschriften, die später aber auch von anderen deutschen Ländern übernommen wurden, jedoch nicht überall.
Eine reichseinheitliche Genehmigungsstelle wurde erst nach dem Ersten Weltkrieg eingerichtet, die sich jedoch nicht in jedem Fall als Genehmigungs- bzw. Konzessionsbehörde sah: So wurde für den Fall der Straßenbahn Esslingen–Nellingen–Denkendorf 1925 die reichsrechtliche Genehmigung verneint. Die Straßenbahn, die 1926 in Betrieb ging, wurde daraufhin nach Artikel 6 des württembergischen Eisenbahngesetzes von 1843 als Bahn lokaler Bedeutung konzessioniert.

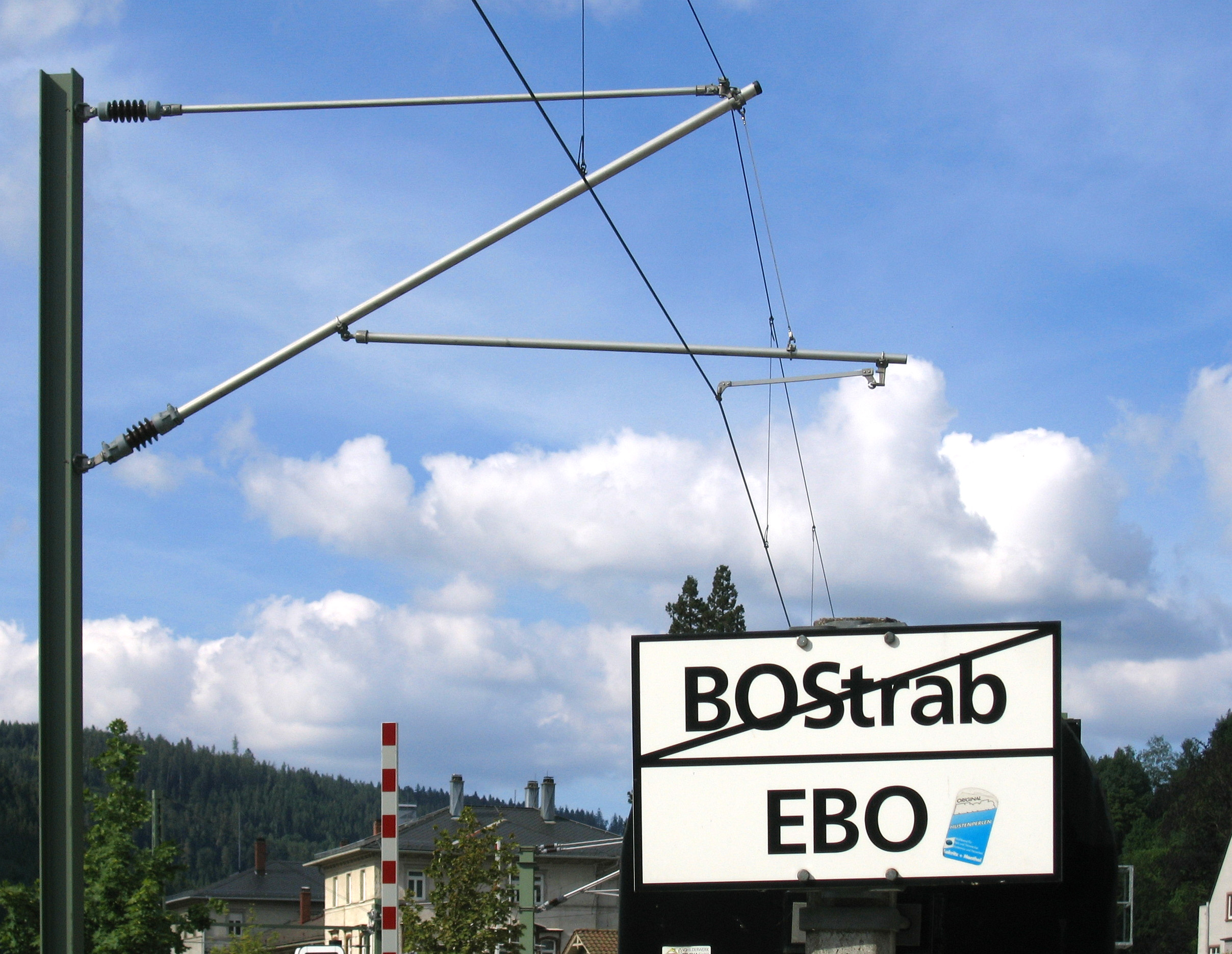
Übergang zwischen Straßenbahn- und Eisenbahnbetrieb in Bad Wildbad

Unabhängig von ideologischen Einflussnahmen war Anfang der 1930er Jahre das Bedürfnis nach Vereinheitlichung übergroß geworden, was im ersten Schritt, nunmehr schon unter nationalsozialistischer Machtstruktur, durch das am 4. Dezember 1934 erlassene Gesetz über die Beförderung von Personen zu Lande (PBefG) geschah, womit auch für Straßenbahnen an die Stelle des Landesrechts Reichsrecht trat. Damit war aber nach dessen § 39 die zu erlassenden Bau- und Betriebsvorschriften der Weg zur Zusammenfassung dieser vielen Einzelbestimmungen gewiesen. Noch im gleichen Jahr begann dazu eine Arbeitsgruppe und entschied sich nach mehreren Monaten Diskussion für die erste Verordnung über den Bau und Betrieb der Straßenbahnen (BOStrab). Sie wurde am 13. November 1937 im RGBl. I S. 1247 verkündet und trat am 1. April 1938 in Kraft. Die besondere Schwierigkeit bei der Erstellung dieses Vorschriftenwerkes bestand darin, die sehr unterschiedlichen Straßenbahn- und straßenbahnähnlichen Betriebe zu vereinen. Man überwand die Probleme zum Teil dadurch, dass die BOStrab in der Ausgabe 1938 den Charakter einer Rahmenverordnung erhielt und durch Ausführungsbestimmungen ergänzt wurde.
Den Unternehmen wurde bis zum Inkrafttreten die kurze Frist gesetzt, ob sie ihren Betrieb nach EBO oder BOStrab führen wollten, was dann ab April 1938 verbindlich wurde. Manche Unternehmen lösten diese Frage durchaus auch, indem sie Teile ihres Betriebes als Betrieb nach EBO und andere nach BOStrab erklärten, was den Systemwechsel zwischen beiden Vorschriften, der bis heute zulässig ist und auch praktiziert wird, erklärt. Parallel wurden die bestehenden Kleinbahnvorschriften ersetzt, die bis dahin für sie bestehenden Regelungen wurden durch die Verordnung über den Bau und Betrieb von Kleinbahnen und den ihnen gleich zu erachtenden Eisenbahnen vom 7. Juli 1942 (Reichsgesetzblatt II, Nr. 24 vom 24. Juli 1942, S. 289) endgültig aufgehoben: Spätestens auf dieser Grundlage musste die Entscheidung gefällt werden, ob ein Unternehmen seinen Betrieb auf der Grundlage der BOStrab führte. Die letzten Umkonzessionierungen erfolgten bis 1943.
Nach dem Zweiten Weltkrieg wurde als Zwischenlösung in der Bundesrepublik Deutschland eine Änderung der BOStrab vom 14. August 1953 (BGBl. S 974) geschaffen. Am 29. März 1956 erschien schließlich eine Verordnung zur Durchführung der BOStrab. Schließlich wurde am 16. Oktober 1965 eine überarbeitete und den neuen technischen Bedingungen angepasste BOStrab veröffentlicht. Sie löste alle bisher gültigen Vorschriften ab. Dieser war eine Änderung des PBefG am 24. August 1965 vorausgegangen, das die rechtliche Grundlage für den Erlass der neuen BOStrab bildete. Erst 1987 wurde dieses Regelwerk durch die noch heute gültige BOStrab abgelöst.
In der DDR wurde 1959 eine neue BOStrab in Kraft gesetzt und löste die Ausgabe von 1938 vollständig ab. Zehn Jahre später gab es eine neue Ausgabe der BOStrab, die nächste BOStrab erschien 1976 und hatte ein sehr umfangreiches Anlagenwerk, in dem fast alles detailliert festgelegt war. Für 1990 war eine erneute Überarbeitung der BOStrab in der DDR geplant. Im Oktober 1989 lag dazu bereits der 2. Entwurf vor, zu einem Erlass als Verordnung kam es jedoch nicht: Mit den politischen Veränderungen in Deutschland und der Wiedervereinigung galt ab dem 3. Oktober 1990 die Ausgabe von 1987 der Bundesrepublik für alle deutschen Straßenbahnbetriebe.

## Regelungsgegenstand
Die Verordnung gilt für Straßenbahnen im Sinne des § 4 PBefG. Es wird unterschieden zwischen straßenabhängigen Bahnen gemäß § 4 Abs. 1 PBefG und unabhängigen Bahnen gemäß § 4 Abs. 2 PBefG.
Straßenabhängige Bahnennutzen den Verkehrsraum öffentlicher Straßen und passen sich mit ihren baulichen und betrieblichen Einrichtungen sowie in ihrer Betriebsweise der Eigenart des Straßenverkehrs an. Dies gilt auch für Bahnen, die einen besonderen Bahnkörper haben und in der Betriebsweise den erstgenannten Bahnen gleichen.
Unabhängige Bahnensind Hoch- und Untergrundbahnen, Schwebebahnen oder ähnliche Bahnen besonderer Bauart, die ausschließlich oder überwiegend der Beförderung von Personen im Orts- oder Nachbarschaftsbereich dienen und keine Bergbahnen oder Seilbahnen sind. Nur unabhängige Bahnen dürfen automatisch betrieben werden.
Die Regelungen der BOStrab gelten außer für Straßenbahnen und Hoch- und Untergrundbahnen auch für Einschienenbahnen wie die Wuppertaler Schwebebahn, automatische Peoplemover wie die Dortmunder H-Bahn oder die SkyLine am Frankfurter Flughafen.
Die BOStrab beschreibt grundlegende Planungsanforderungen und regelt alles bezüglich Betriebsleitung, Betriebsbediensteten, Betriebsanlagen, Fahrzeugen und Betrieb. Diese Anforderungen sind nach § 2 BOStrab erfüllt, wenn sie den Vorschriften der BOStrab und den allgemein anerkannten Regeln der Technik genügen. Eine Konkretisierung dieser Anforderungen wird in den BOStrab-Richtlinien vorgenommen. Die wesentlichen Richtlinien sind die Bremsen-, Tunnelbau-, Trassierungs-, Lichtraum-, Fahrzeug- und Spurführungsrichtlinie. Die Technische Genehmigungs- und Aufsichtsbehörde wird vom jeweiligen Bundesland bestimmt.
Die BOStrab wurde als Reichsrecht erstmals am 13. November 1937 (Reichsgesetzblatt I, S. 1247–1253) erlassen – auf Grund des § 39 des Gesetzes über die Beförderung von Personen zu Lande vom 4. Dezember 1934 (Reichsgesetzblatt I, S. 1217) (siehe auch Personenbeförderungsgesetz unter Geschichtliche Entwicklung) und trat am 1. April 1938 in Kraft. Bis dahin gab es keine deutschlandweite Regelung, sondern es galten jeweils unterschiedliche Ordnungen in den einzelnen Ländern. Die reichsrechtliche Regelung ist in Bundesrecht übergegangen. Die gegenwärtige Fassung ist am 1. Januar 1988 in Kraft getreten.
Der Bau und Betrieb anderer Bahnen ist in weiteren Verordnungen geregelt: Die Eisenbahn-Bau- und Betriebsordnung (EBO) regelt den Bau und Betrieb von regelspurigen Eisenbahnen. Für Schmalspurbahnen gilt die Eisenbahn-Bau- und Betriebsordnung für Schmalspurbahnen (ESBO) mit vergleichbarer Aufgabenstellung.

## Bahnkörper

Bild 3 der aktuell gültigen BOStrab: Lichtzeichen mit Halbschranke. Die Halbschranke darf auch senkrecht gestreift sein.

§ 16 definiert drei unterschiedliche Bahnkörper:
- Straßenbündige Bahnkörper nutzen denselben Verkehrsraum wie andere Verkehrsteilnehmer (Straße, Fußgängerzone).
- Besondere Bahnkörper liegen im Verkehrsraum öffentlicher Straßen, sind jedoch durch bauliche Maßnahmen (z. B. Bordsteine, Leitplanken, Hecken oder Baumreihen) vom übrigen Verkehr getrennt. Höhengleiche Kreuzungen mit dem übrigen Verkehr sind als Bahnübergänge Teil des besonderen Bahnkörpers, wenn sie mit einem Andreaskreuz (StVO Zeichen 201) gekennzeichnet und nach den Vorschriften des § 20 mindestens mit einem Lichtzeichen technisch gesichert sind.
- Unabhängige Bahnkörper sind solche Strecken, die aufgrund ihrer Lage oder ihrer Bauart vom übrigen Verkehr unabhängig sind. Bahnübergänge sind Teil des unabhängigen Bahnkörpers.

Bahnen auf straßenbündigem Bahnkörper nehmen am Straßenverkehr teil und sind damit der Straßenverkehrs-Ordnung unterworfen. Sie müssen sich an dieselbe Höchstgeschwindigkeit halten wie der übrige Straßenverkehr und mit Fahrtrichtungsanzeigern und Rückspiegeln ausgestattet sein. Die BOStrab legt für am Straßenverkehr teilnehmende Fahrzeuge eine maximale Länge von 75 m und eine maximale Breite von 2,65 m fest. Die Regelungen gelten entsprechend für Bahnen auf besonderem Bahnkörper im Hinblick auf solche Kreuzungen, die nicht den Anforderungen des § 20 genügen.
Straßenbündige Bahnkörper sind typisches Merkmal von Straßenbahnen. Stadtbahnen haben bei ihren oberirdischen Streckenabschnitten in der Regel besondere Bahnkörper. U-Bahnen sind durchgängig mit unabhängigen Bahnkörpern ausgestattet.

## Signale
Für die Fahrt gemäß BOStrab gibt es besondere Signale, die insbesondere in § 51 und im Anhang 4 beschrieben werden. Näheres dazu siehe Hauptartikel Straßenbahnsignale in Deutschland.

## Regelungen für Fahrgäste

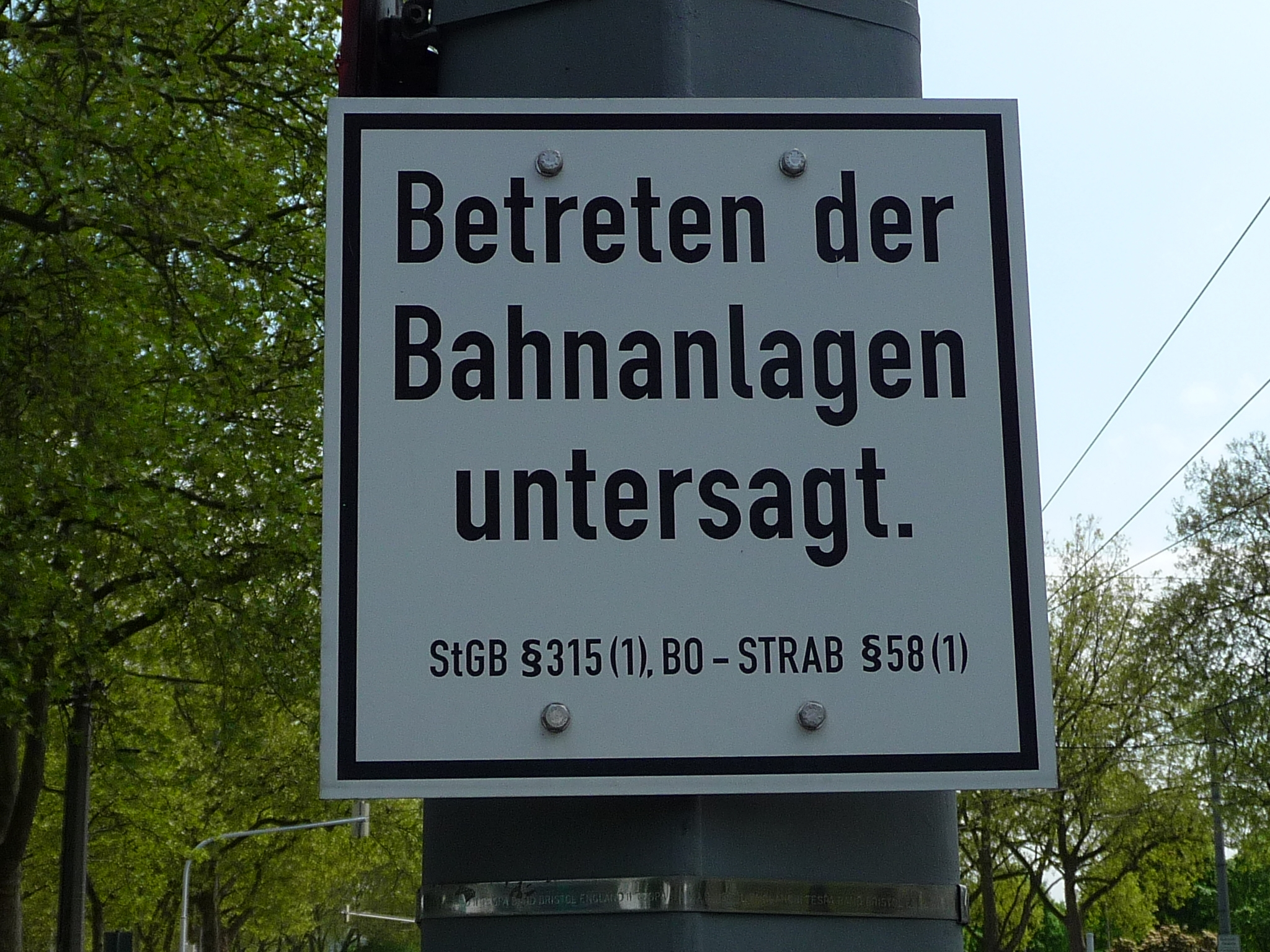
Hinweis auf § 58

Besondere und unabhängige Bahnkörper dürfen gemäß § 58 außer vom Betriebspersonal nicht betreten und nur an Bahnübergängen überquert werden.
Nach § 63 BOStrab stellt es für Fahrgäste eine Ordnungswidrigkeit dar, wenn sie Außentüren oder Notbremsen missbräuchlich betätigen oder Betriebsanlagen oder Fahrzeuge unbefugt betreten.

## Entsprechende Verordnungen anderer Länder
Österreich
Nach dem „Anschluss Österreichs“ im März 1938 an das Deutsche Reich wurde durch die Verordnung zur Einführung reichsrechtlicher Vorschriften über Straßenbahnen im Lande Österreich, in Verbindung mit der Kundmachung des Reichsstatthalters in Österreich, wodurch die Verordnung zur Einführung reichsrechtlicher Vorschriften über Straßenbahnen im Lande Österreich vom 29. Juni 1938 bekanntgemacht wird, unter anderem auch die deutsche BOStrab mit Wirkung vom 1. Juli 1938 an in Kraft gesetzt und gleichzeitig die bis dahin in Österreich bestehenden Kleinbahnvorschriften gleichlautend wie im Altreich ersetzt. Mit der Verordnung über den Bau und Betrieb von Kleinbahnen und den ihnen gleich zu erachtenden Eisenbahnen vom 7. Juli 1942 mussten auf dieser Grundlage die Schienenverkehrsunternehmen auch in der Ostmark endgültig entscheiden, ob sie ihren Betrieb nach Eisenbahn-Bau- und Betriebsordnung (EBO) oder nach BOStrab weiterführen wollten.
Nach der Wiedererrichtung der Republik Österreich galt die (deutsche) BOStrab unverändert weiter, bis sie durch § 58 Z. 32 Eisenbahngesetz 1957 (EisbG; in Kraft getreten am 8. März 1957,) gemeinsam mit allen anderen aus der NS-Zeit noch in Geltung stehenden eisenbahnrechtlichen Gesetzen und Verordnungen außer Kraft gesetzt wurde. Auf der Grundlage von § 19 Abs. 4 sowie §§ 21 und 28 EisbG wurde die Straßenbahnverordnung 1957, in Kraft getreten am 1. November 1957, erlassen, die sich in weiten Teilen an die BOStrab anlehnte. Eine Regelungslücke zwischen 8. März und 1. November 1957 ist insofern nicht eingetreten, da gemäß den Übergangsbestimmungen des § 59 EisbG nach Abs. 1 für bereits bestehende Eisenbahnen Bestandsschutz erlassen wurde.
Der § 59 Abs. 2 des EisbG bestimmte zwar, dass er nur „unter der Voraussetzung, daß die Sicherheit und Ordnung des Eisenbahnbetriebes und Eisenbahnverkehrs gewahrt ist, auf bereits bestehende Eisenbahnen nur insofern Anwendung“ finden soll, „als die hiedurch bedingten Änderungen keine unverhältnismäßig hohen Kosten verursachen.“ Dies wurde jedoch indirekt durch § 10 Abs. 1 der Straßenbahnverordnung 1957 dadurch ausgehebelt, dass die Bremsausrüstung für Straßenbahntriebwagen, die für eine Geschwindigkeit von mehr als 25 km/h zugelassen werden, aus zwei voneinander unabhängigen Betriebs- und einer Handbremse zu bestehen habe. Auch Alt-Fahrzeuge hatten bis zum 1. Jänner 1961 dieser Vorschrift zu entsprechen. Das bedeutete z. B. für Wien, dass die übergroße Mehrzahl der damals im täglichen Betrieb eingesetzten Triebwagen (eine Neubeschaffung im erforderlichen Umfang, wie auch eine Umrüstung der Altbauwagen, war innerhalb des Zeitraums von nur drei Jahren weder möglich, noch zu weiten Teilen technisch realisierbar) ab dem 1. Jänner 1961 nur noch mit einer maximalen Geschwindigkeit von 25 km/h im Liniennetz verkehren durften: Dies betraf 1961 rund 75 % aller Wiener Straßenbahnlinien, deren Fahrpläne bis zum Doppelten der bis 1960 üblichen Fahrzeiten gestreckt wurden. Auch ausgebaute Strecken oder Strecken auf eigenem Bahnkörper durften nur mehr mit 25 km/h von diesen Fahrzeugen befahren werden.
Mit dem Schienenverkehrsmarkt-Regulierungsgesetz vom August 1999 wurde das Eisenbahngesetz 1957 umfangreich novelliert.
Das hatte zur Folge, dass mit 30. Juni 2000 die Straßenbahnverordnung 1957 außer Kraft gesetzt und auf Grund des (unveränderten) § 19 Abs. 4 EisbG gänzlich neugefasst die Straßenbahnverordnung 1999 (StrabVO) erlassen wurde, die am 1. Juli 2000 in Kraft getreten ist.
Israel
Für die Stadtbahn Jerusalem wurde 2005 der israelische Standard SI 5350 aus der englischen Übersetzung der deutschen BOStrab abgeleitet.